# ديك ويمر
ديك ويمر (بالإنجليزية: Dick Wimmer)‏ (18 يونيو 1936 - 18 مايو 2011)؛ روائي أمريكي.